# Waaierstaartraaf
De waaierstaartraaf (Corvus rhipidurus) is een zangvogel uit de familie van de kraaien. Het is een vogel die voorkomt in Oost-Afrika, het Arabisch Schiereiland en Palestina.

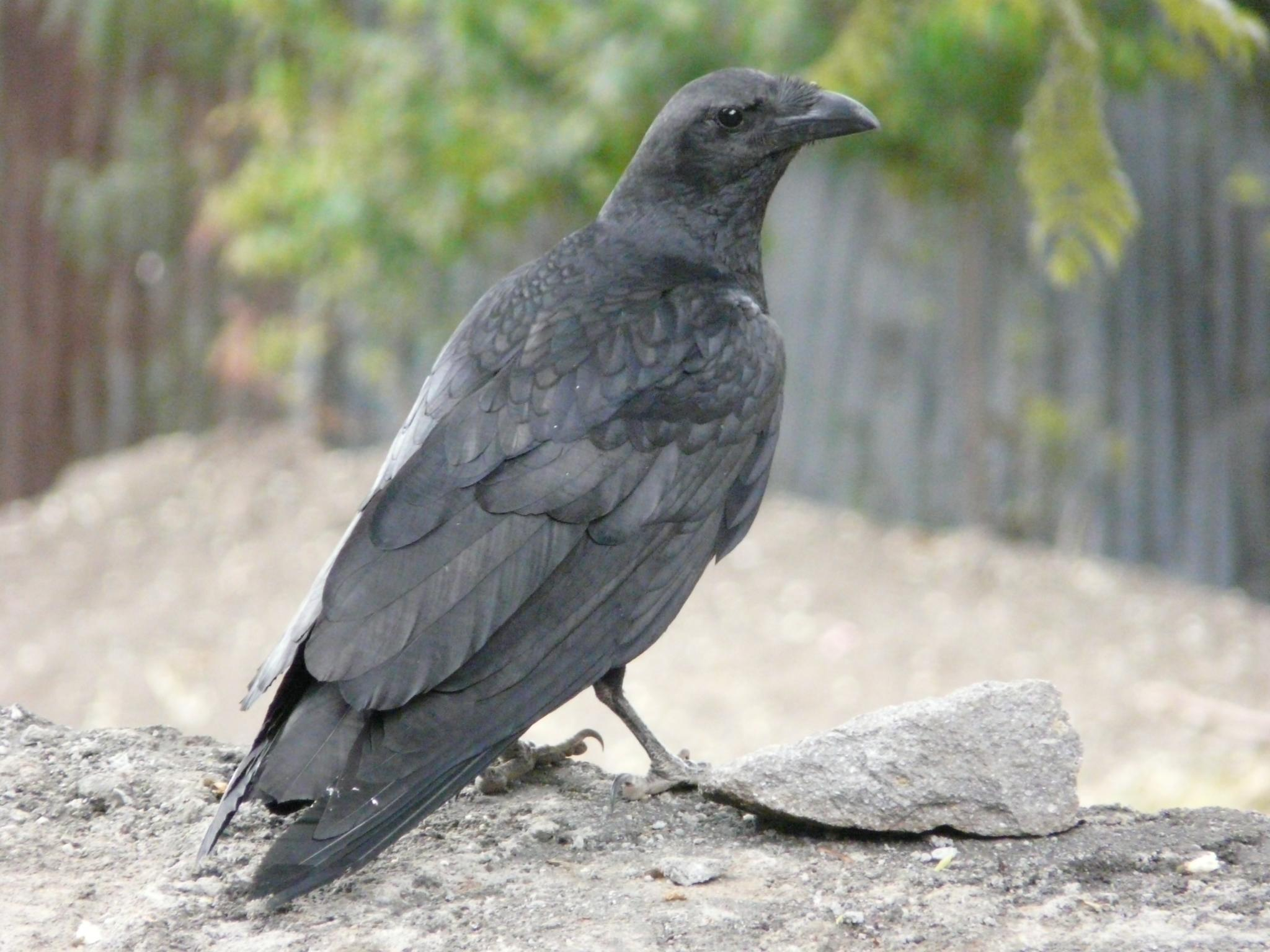
Onvolwassen waaierstaartraaf

## Kenmerken
De waaierstaartraaf is 45-52 cm lang. De vogel lijkt sterk op een gewone raaf, maar is iets kleiner. Opvallend is de zeer korte, waaiervormige staart.

## Verspreiding en leefgebied
De waaierstaartraaf komt voor in rotsig gebied in woestijnen. Het is een standvogel. De vogel bezoekt ook menselijke nederzettingen zoals oases in het leefgebied.
De soort telt twee ondersoorten:
- C. r. stanleyi: van Sinaï, Israël en Jordanië via Saoedi-Arabië tot Jemen en Oman.
- C. r. rhipidurus: van Mali en Niger tot Ethiopië, Somalië en Kenia.

## Status
De waaierstaartraaf heeft een groot verspreidingsgebied en daardoor is de kans op uitsterven gering. De grootte van de populatie is niet gekwantificeerd, maar de vogel is plaatselijk nog algemeen. Echter, de aantallen gaan achteruit, hoewel het tempo van achteruitgang onder de 30% in tien jaar ligt (minder dan 3,5% per jaar). Om deze redenen staat deze soort raaf als niet bedreigd op de Rode Lijst van de IUCN.